# الميدة
الميدة إحدى مدن الجمهورية التونسية، تقع في ولاية نابل. في عام 2004 بلغ عدد سكانها 3437 نسمة.
مدينة الميدة مدينة صغيرة توجد في الوطن القبلي (ولاية نابل) حيث لا يتجاوز عدد متساكينيها 6000 نسمة حيث أنها تشتهر بالفلاحة كما أن شبابها يعمل في الخارج (فرنسا) و تشتهر بمهرجان سنوي في فصل الصيف و يطلق عليه مهرجان «مهاجر» لكن يبقى مكانها الجغرافي غير ملائم للاستثمار كما أن الدولة لا تشجع على الاستثمار و لا تقوم بأي مجهود كما أن ظروف التهيئة تكاد تكون منعدمة و غياب كلي للنظام

## أعلام
- نعمان الفهري